# Ben Peterson
Benjamin Lee Peterson, detto Ben (27 giugno 1950), è un ex lottatore statunitense, specializzato nella lotta libera.

## Palmarès

### Olimpiadi
- 2 medaglie:
  - 1 oro (Monaco di Baviera 1972 nei 90 kg)
  - 1 argento (Montréal 1976 nei 90 kg)

### Mondiali
- 1 medaglia:
  - 1 bronzo (Teheran 1973 nei 90 kg)

### Giochi panamericani
- 1 medaglia:
  - 1 oro (Città del Messico 1975 nei 90 kg)